# Diệp Tập
Diệp Tập (tiếng Trung: 叶集区; bính âm: Yèjí Qū) là một khu (quận) thuộc thành phố Lục An, tỉnh An Huy, Trung Quốc. Ngày 13 tháng 10 năm 2015, Quốc vụ viện Trung Quốc phê chuẩn thiết lập khu Diệp Tập trên cơ sở trấn Diệp Tập, trấn Tam Nguyên và hương Tôn Cương của huyện Hoắc Khâu. Khu Diệp Tập gồm hai nhai đạo là Bình Cương 平岗 và Trấn Khu 镇区, ba trấn là Hồng Tập 洪集, Diêu Lý 姚李, Tam Nguyên 三元; và một hương là Tôn Cương 孙岗.